# Garidèit
Garidèit (francès Garidech) és un municipi del departament francès de l'Alta Garona, a la regió d'Occitània.

## Monument

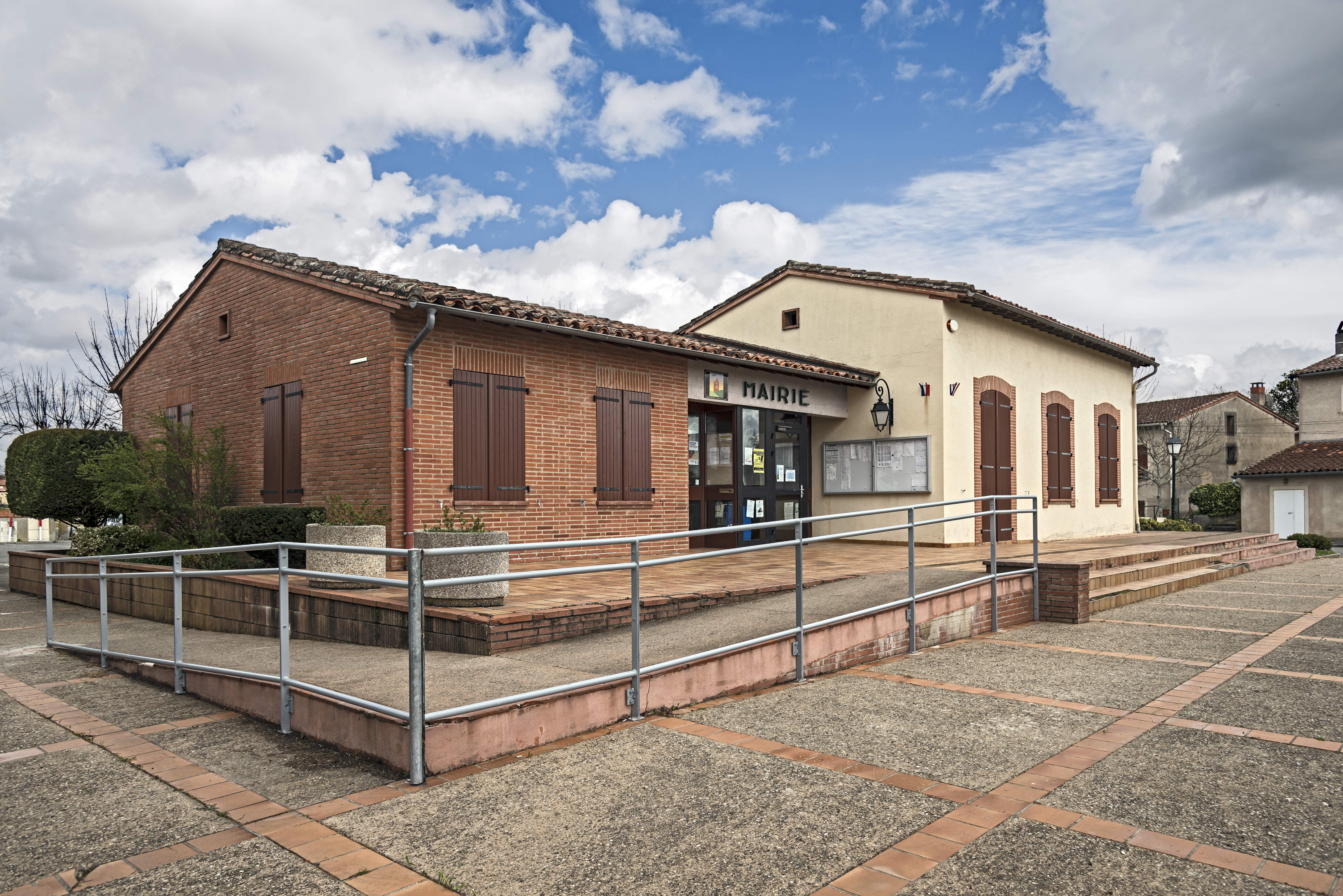
L'ajuntament;
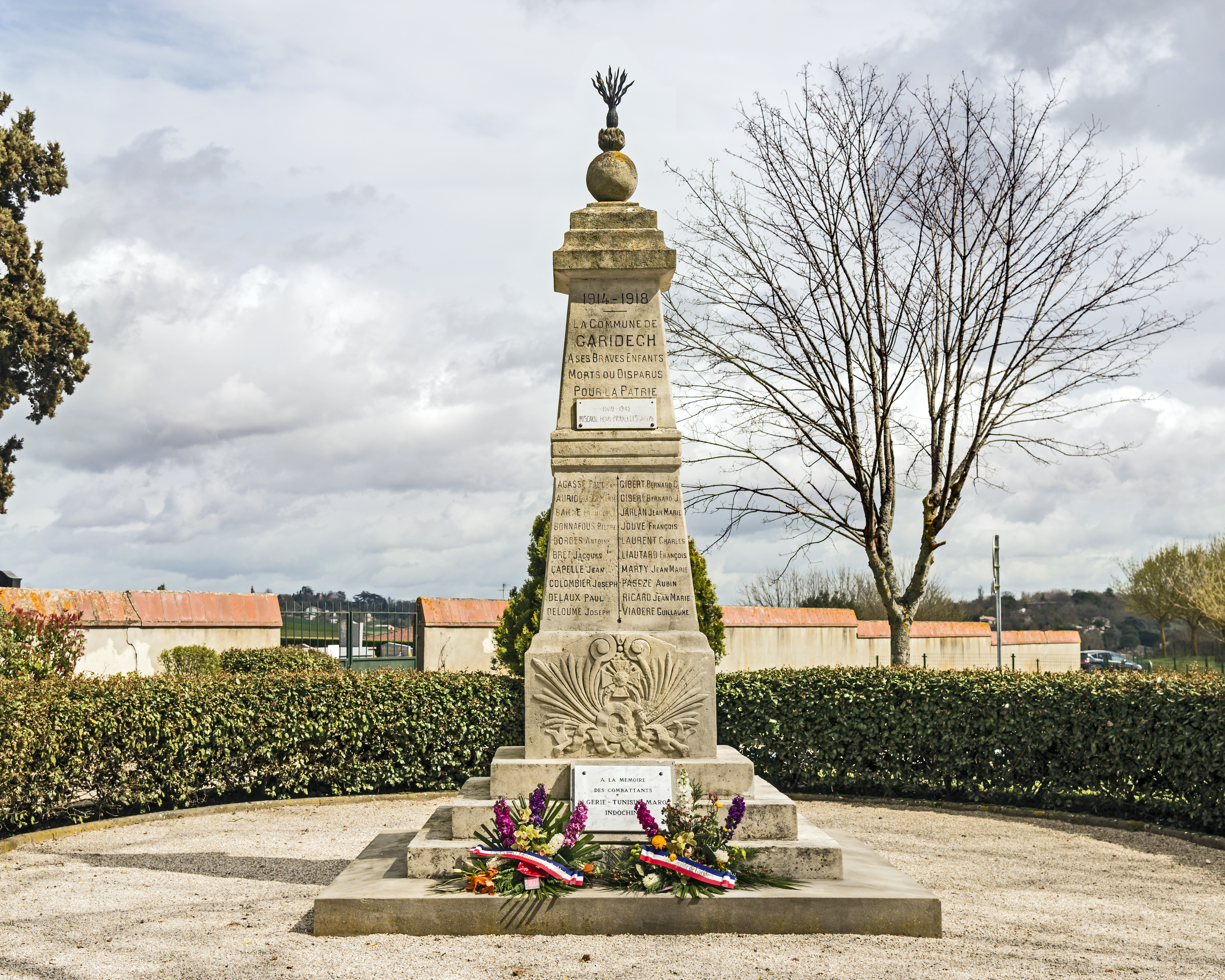
El monument de la guerra;
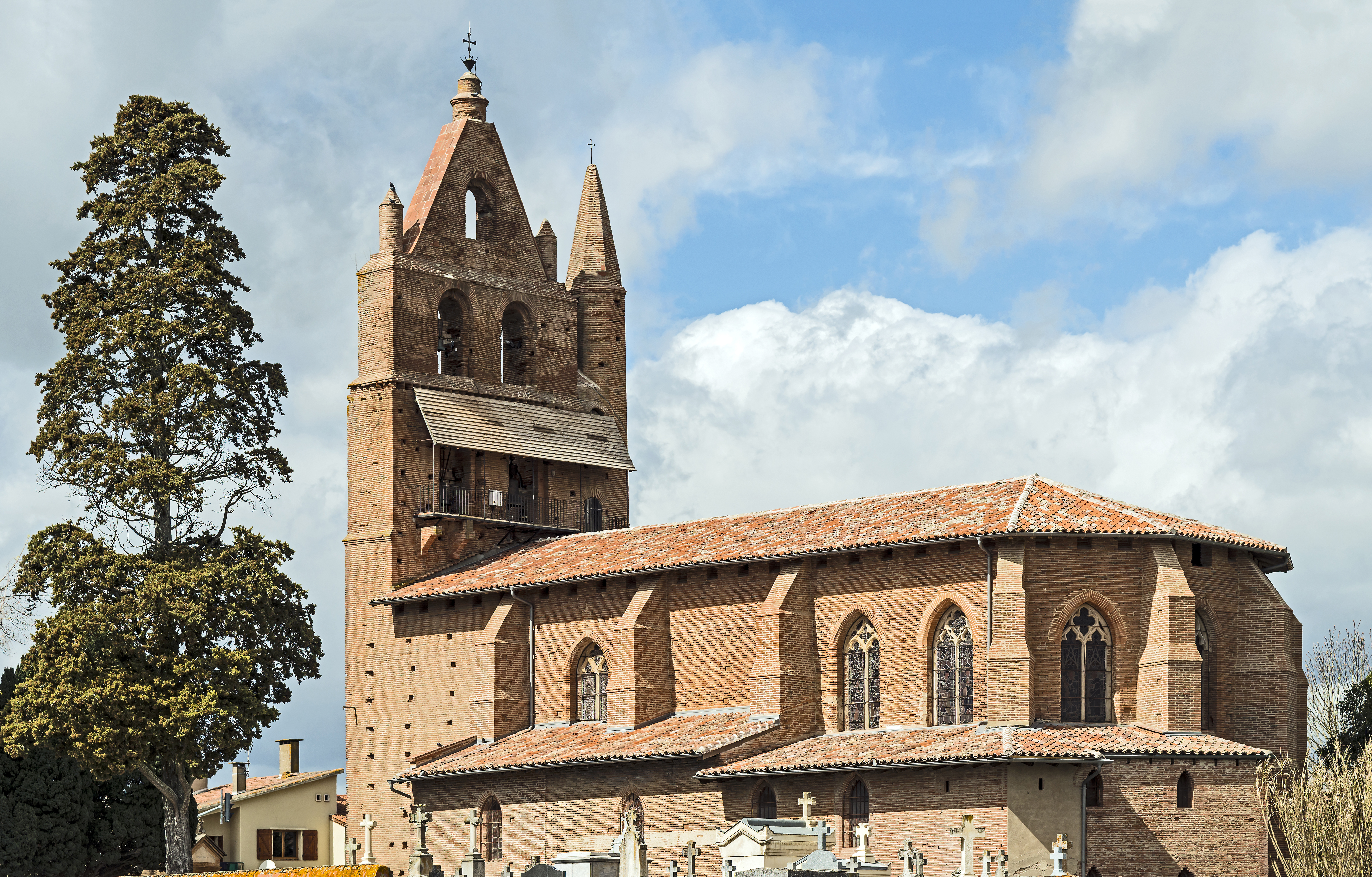
L'Església;
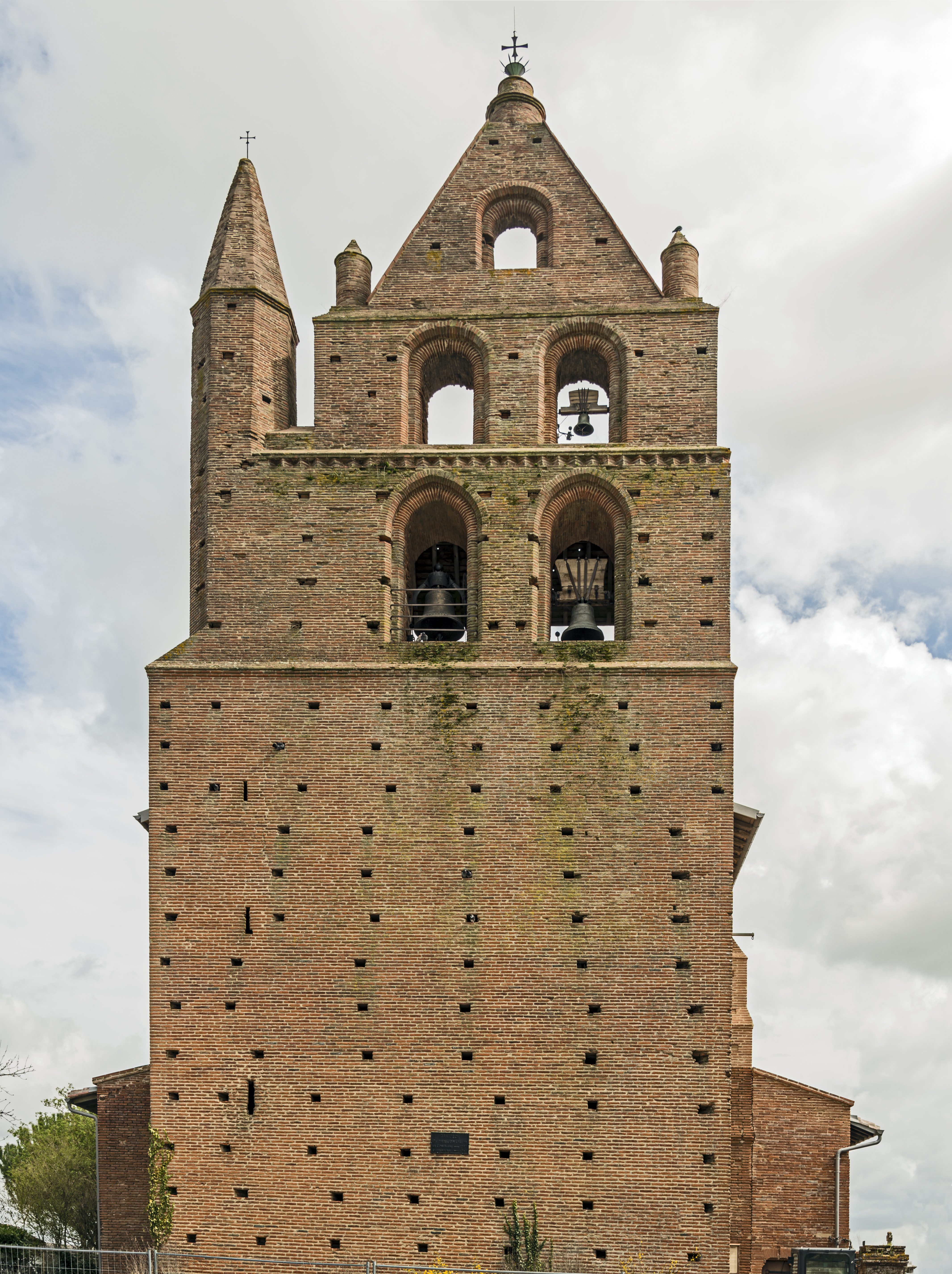
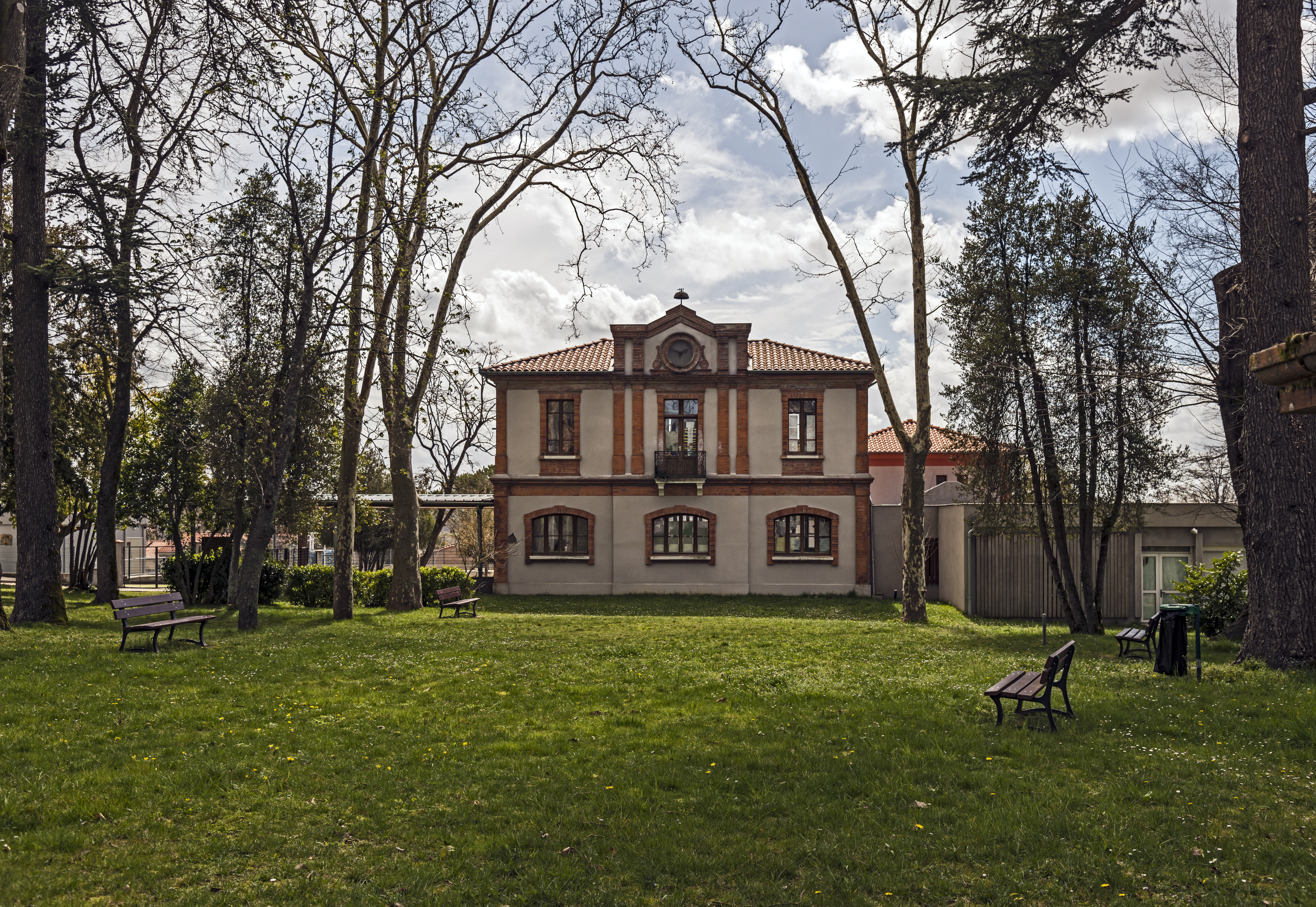
L'escola